# Sahpau NP
Sahpau NP là một thị xã và là một nagar panchayat của quận Hathras thuộc bang Uttar Pradesh, Ấn Độ.

## Nhân khẩu
Theo điều tra dân số năm 2001 của Ấn Độ, Sahpau NP có dân số 7965 người. Phái nam chiếm 54% tổng số dân và phái nữ chiếm 46%. Sahpau NP có tỷ lệ 57% biết đọc biết viết, thấp hơn tỷ lệ trung bình toàn quốc là 59,5%: tỷ lệ cho phái nam là 69%, và tỷ lệ cho phái nữ là 44%. Tại Sahpau NP, 17% dân số nhỏ hơn 6 tuổi.